# Esperanza (Sultan Kudarat)
Esperanza (Filipino: Bayan ng Esperanza) ist eine philippinische Stadtgemeinde in der Provinz Sultan Kudarat, Verwaltungsregion XII, SOCCSKSARGEN. Sie hat 66.095 Einwohner (Zensus 1. August 2015), die in 19 Barangays lebten. Sie wird als Gemeinde der ersten Einkommensklasse auf den Philippinen und als teilweise urbanisiert eingestuft.
Esperanza liegt im Zentralen Mindanao Basin, am Südufer des Buluan-Sees, ca. 15 km westlich von Tacurong City entfernt. Ihre Nachbargemeinden sind Ampatuan im Norden, Lebak im Westen, Isulan im Süden, Lambayong im Osten.

## Baranggays
| - Ala - Daladap - Dukay - Guiamalia - Ilian - Kangkong - Laguinding - Magsaysay - Margues - New Panay | - Numo - Paitan - Pamantingan - Poblacion - Sagasa - Salabaca - Saliao - Salumping - Villamor |

## Weblink
- Informationen der Philippine Statistics Authority über Esperanza